# Uzeničky
Uzeničky (německy Klein Usenitz) jsou obec v okrese Strakonice v Jihočeském kraji, asi 9 km severovýchodně od Blatné. Žije zde 117 obyvatel.
Obec se nachází mezi několika kopci a je obklopeny poli a jehličnatými a smíšenými lesy. Nejvyšším bodem obce je kopec Chlumák (548 m), který se nachází východně od obce. Na návsi se nacházejí dva rybníky.

## Historie
První písemná zpráva o obci pochází z roku 1364.

## Obecní správa

### Části obce
- Černívsko (k. ú. Uzeničky)
- Uzeničky (k. ú. Uzeničky)

K obci patří také samota Žebrák.
Sousedními obcemi sídla jsou Mišovice, Blatná, Bělčice a Uzenice.

## Pamětihodnosti
Mezi rybníky se nachází tvrz Uzeničky, která nejspíše pochází ze 14. století. Od 16. století patřila blatenskému panství a později byla přestavěna na sýpku, takto se dochovala do dneška. Na okraji Uzeniček se dále nachází kaplička.
V jihovýchodní části území obce se nachází zřícenina hradu Křikava, která leží na skále naproti obci Černívsko.

## Doprava

### Dopravní síť
Do obce vedou silnice III. třídy. Železniční trať ani stanice či zastávka na území obce nejsou.

### Autobusová doprava 2024
Autobusovou dopravu v obci Uzeničky zajišťují společnosti Arriva Střední Čechy a ČSAD AUTOBUSY České Budějovice. Obec je součástí Pražské integrované dopravy (PID). V obci se nachází zastávka Uzeničky. V Černívsku se nachází zastávka Uzeničky,Černívsko a na silnici mezi Hostišovicemi a Drahenickým Málkovem se nachází zastávka Uzeničky,Černívsko,rozc.Černívsko 2.0. Obec obsluhují autobusové linky 482 a 380766. Zastávku Uzeničky,Černívsko,rozc.Černívsko 2.0 obsluhuje také linka 380763. Autobusová linka 482 spojuje obec s Březnicí a Příbramí a směrem na druhou stranu pokračuje přes Blatnou až do Strakonic. Linka 380766 spojuje Blatnou s Paštikami a obcemi Chobot, Myštice, Uzenice a Uzeničky.

## Galerie

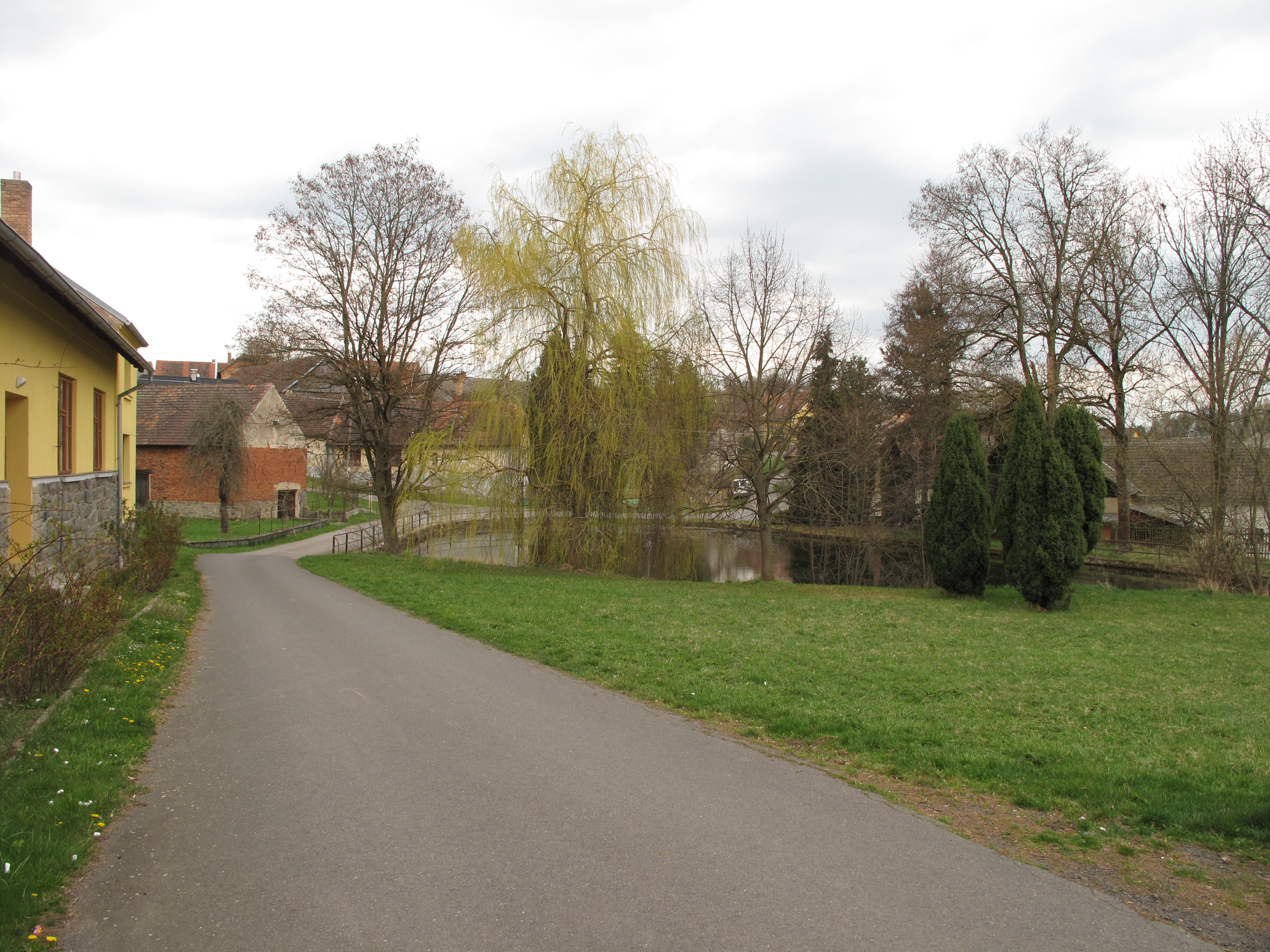
Rybník
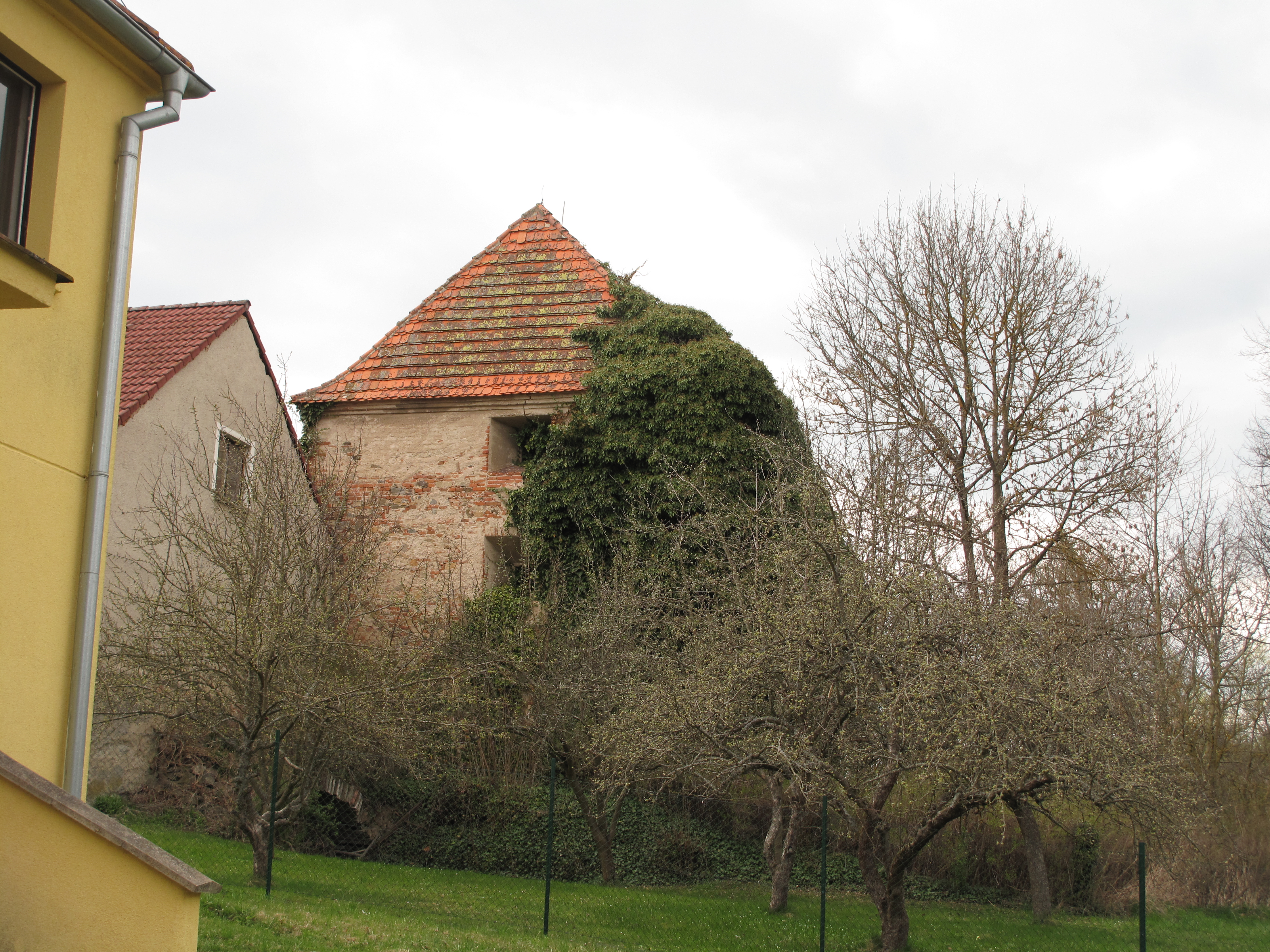
Tvrz Uzeničky
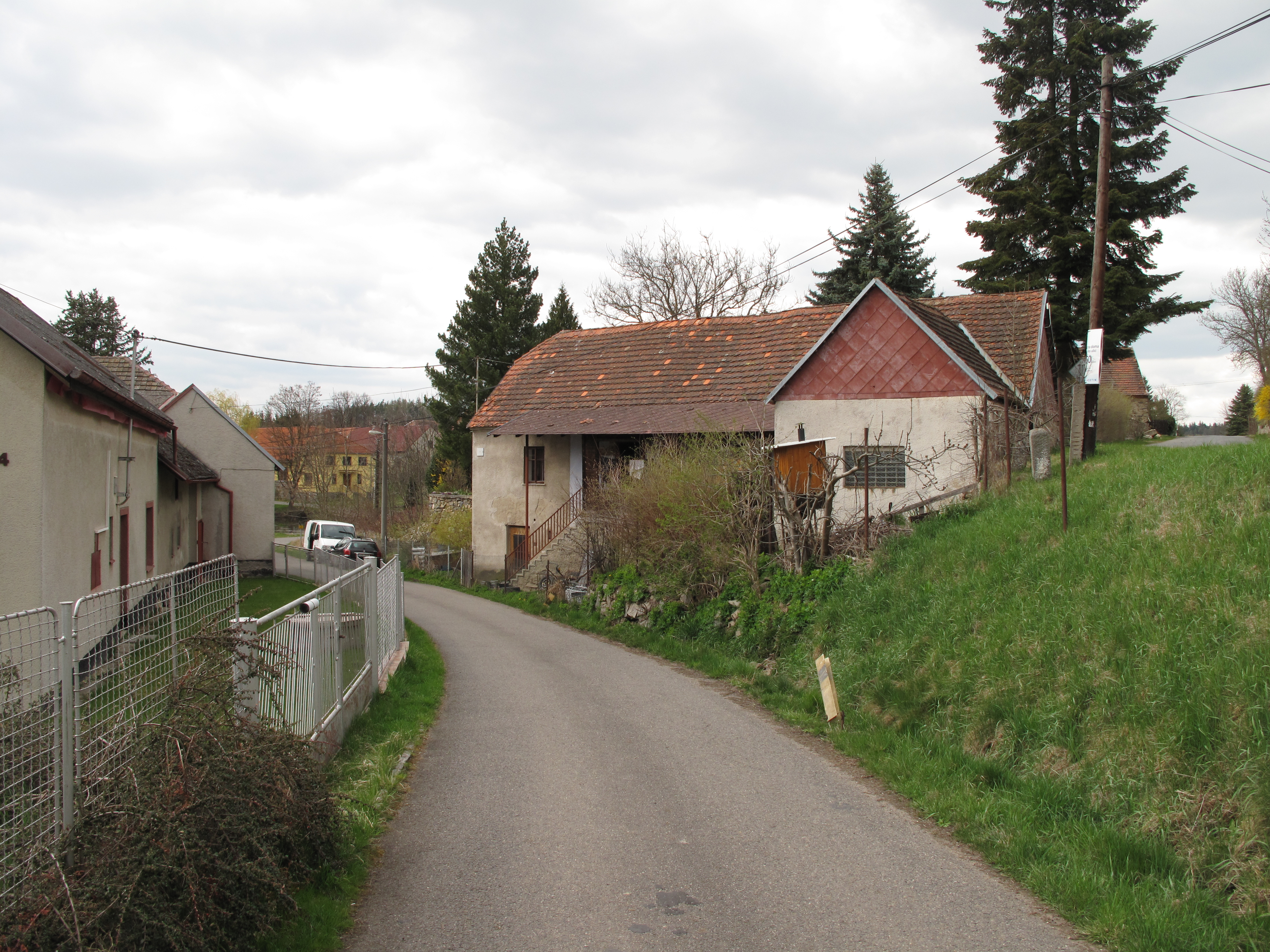
Pohled do obce
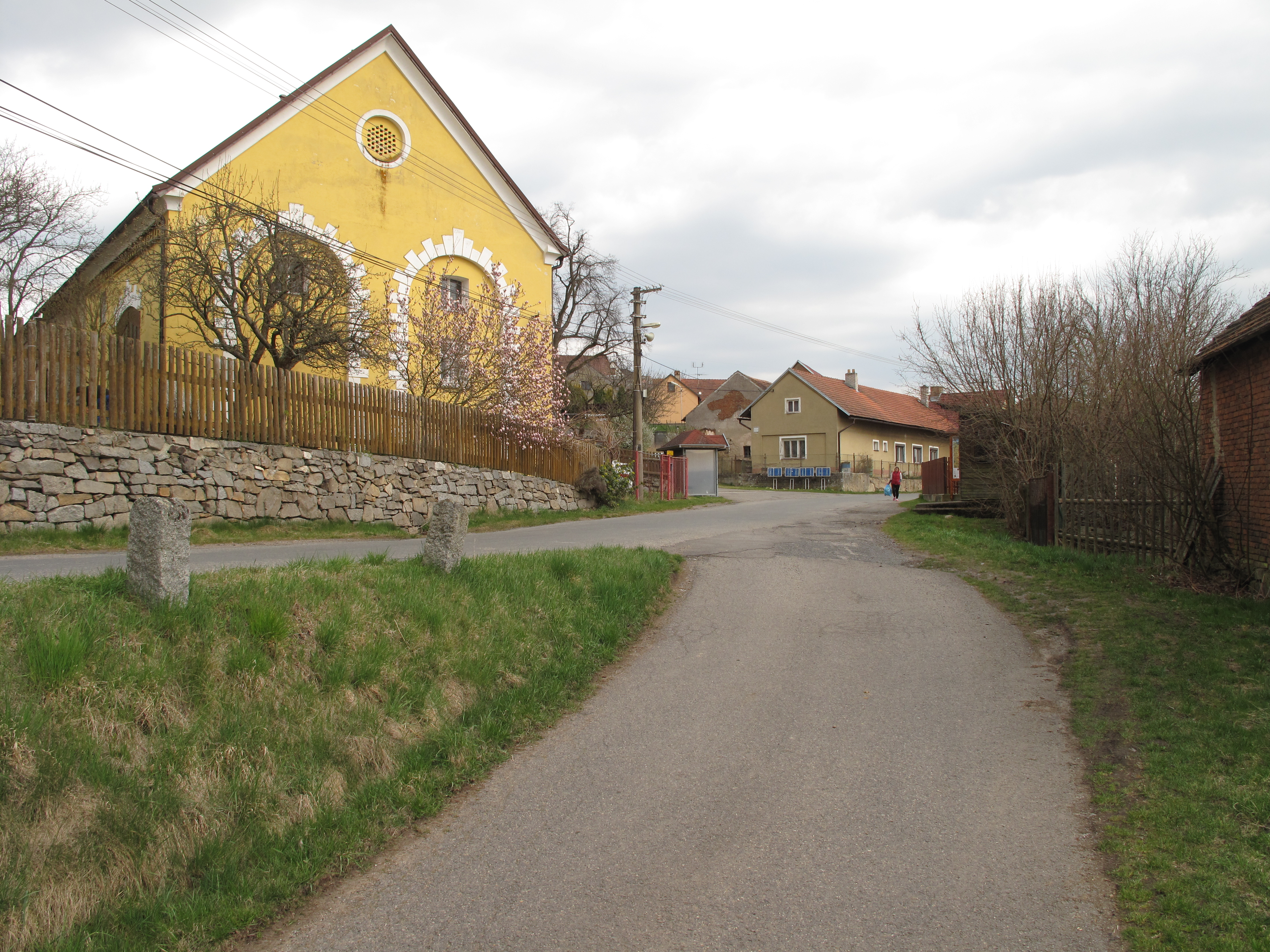
Pohled do obce